# Reginald Fox
Pour les articles homonymes, voir Fox.
Reginald Fox (1899 à Londres - 1953 à Kalimpong) est un opérateur radio britannique qui a travaillé au Tibet entre 1935 et 1950. Il est décrit comme un espion par les historiens chinois. Il était un des cinq occidentaux qui habitait Lhassa lors de l'invasion chinoise.

## Biographie
Reginald Fox, originaire de Londres, avait 14 ans au début de la Première Guerre mondiale, mais prétendant être plus âgé, il se rend en France avec l'armée de Kitchnener, où il fut messager en moto pendant 5 ans, et apprit la radiotélégraphie. Il travailla ensuite à Bagdad dans la communication et fut muté en Inde dans les chemins de fer anglo-indiens. Il s’engagea dans la mission britannique au Tibet de 1935 et s’installa alors à Lhassa.
Reginald Fox fut opérateur radio britannique à la mission britannique à Lhassa de 1937 à 1947, puis à la mission de l'Inde à Lhassa. Quand il fut remplacé dans ses fonctions par le gouvernement indien, il fut recruté par le gouvernement tibétain comme radiotélégraphiste et pour former son personnel dans l'équipement de radio dans les années 1940.
Il écoutait et résumait les nouvelles internationales ayant un intérêt particulier pour le Tibet sur Radio Pékin, Radio Moscou, la BBC, Voice of America, Radio Tokyo et Radio Delhi. Il formait également le corps de radios tibétains envoyés ensuite le long de la frontière tibéto-chinoise.
Il a habité Lhassa de 1937 à 1950, et parlait et lisait couramment le tibétain. Il a épousé Nyima Dolma, une Tibétaine avec qui il eut quatre enfants, 2 filles et 2 garçons.
Il partit en congé maladie à Calcutta en 1949, en raison d’une polyarthrite rhumatoïde chronique. Lowell Thomas et Lowell Thomas, Jr. lui firent parvenir de la cortisone, un nouveau traitement à l’époque. Quand il apprit que le 14e dalaï-lama s’était rendu à Yatung fin 1950, il le rejoignit, ce qui facilita les communications.
Après le retour du dalaï-lama à Lhassa en 1951, il est parti à Kalimpong  où il est mort au printemps 1953.
Les historiens chinois le décrivent comme un espion pour le compte des Britanniques et prétendent qu'il était sous l'autorité de Hugh Richardson.